# Matei (gmina)
Matei – gmina w Rumunii, w okręgu Bistrița-Năsăud. Obejmuje miejscowości Bidiu, Corvinești, Enciu, Fântânele, Matei i Moruț. W 2011 roku liczyła 2563 mieszkańców.